# Нижне-Караманская волость
Нижне-Караманская во́лость — административно-территориальная единица, входившая в состав Новоузенского уезда Самарской губернии. Образована в 1871 году в границах Нижне-Караманского колонистского округа
Административный центр (по состоянию на 1910 год) — село Александрге (в 1889 году - село Фрезенталь).
Население волости составляли преимущественно немцы, лютеране.
В период до установления советской власти волость имела аппарат волостного правления, традиционный для таких административно-территориальных единиц Российской империи.
Волость располагалась в северо-западной части Новоузенского уезда. Согласно карте уездов Самарской губернии 1912 года на востоке волость граничила с Калужской волостью, на юго-востоке - с Верхне-Ерусланской волостью, на юге - с Краснокутской волостью, на юго-западе - с Воскресенской, Малышинской и чересполосным участком Степновской волости, на северо-западе - с Покровской волостью, на севере - с Тонкошуровской волостью.
Территория бывшей волости является частью земель Советского и Энгельсского районов Саратовской области (административный центр области — город Саратов).

## Состав волости
| №  | Населённые пункты (без хуторов) | Население (1889 год) | Население (1910 год) | Преобладающие национальности, вероисповедания | Современное состояние                                  |
| -- | ------------------------------- | -------------------- | -------------------- | --------------------------------------------- | ------------------------------------------------------ |
| 1  | село Александрге                | 1429                 | 2143                 | немцы, лютеране                               | село Александровка, Советский район                    |
| 2  | село Фрезенталь                 | 1580                 | 1416                 | немцы, лютеране                               | село Новолиповка, Советский район                      |
| 3  | село Ней-Боаро                  | 1109                 | 1980                 | немцы, лютеране                               | не существует                                          |
| 4  | село Лилиенфельд                | 1128                 | 1360                 | немцы, лютеране                               | не существует                                          |
| 5  | село Ней-Обермонжу              | 708                  | 1042                 | немцы, католики                               | село Новокривовка, Советский район                     |
| 6  | посёлок Ней-Урбах               | 633                  | 901                  | немцы, лютеране                               | село Новоантоновка, Советский район                    |
| 7  | посёлок Урбах                   | -                    | 1093                 | немцы, лютеране                               | посёлок городского типа Пушкино, Советский район       |
| 8  | станция Урбах                   | -                    | 278                  |                                               | часть посёлка городского типа Пушкино, Советский район |
| 9  | село Ней-Мариенталь             | 812                  | 1149                 | немцы, католики                               | село Лебедево, Советский район                         |
| 10 | село Либенталь                  | 1562                 | 1379                 | немцы, лютеране                               | село Пионерское, Советский район                       |
| 11 | село Гнадендорф (Нахой)         | 1346                 | 2064                 | немцы, лютеране                               | часть села Розовое, Советский район                    |
| 12 | село Вейценфельд                | 908                  | 1632                 | немцы, лютеране                               | часть села Розовое, Советский район                    |
| 13 | село Розенфельд                 | 1214                 | 1632                 | немцы, лютеране                               | село Розовое, Советский район                          |
| 14 | село Ней-Тарлык                 | 1430                 | 2261                 | немцы, лютеране                               | посёлок Новочарлык, Энгельсский район                  |